# Народний дім (Стрий)
Стрийський Народний дім — народний дім, культурна установа міста Стрия на Львівщині; пам'ятка архітектури місцевого значення. Урочисте відкриття Народного дому відбулося 1 січня 1901 року. Стрий став шостим містом Західної України, де побудували народний дім. У будівлі розташований музей історії Стрийського Народного дому.

## Історія

### Ідея та будівництво
З ініціативи Стефана Дубравського та Євгена Олесницького було поставлено питання на одному із засідань «Просвіти» про побудову Стрийського Народного дому. Одержавши підтримку товариства, перший помістив 29 листопада (за новим стилем) 1892 року в газеті «Діло» оголошення із закликом до інтелігенції та громади щодо відкриття народного дому у Стрию. Вже 15 січня 1893 року Дубравський запросив до «Руського касина» місцеву інтелігенцію для обговорення справи із Народним домом. За його задумом, у Стрийському Народному домі мали б поміститися:
|  | ...касино, читальня повітова, бібліотека повітова, музей зборів етнографічних, архиологічних, геологічних, геогностичних і інших речей з цілого повіту і дальшої околиці нашої, бурса для талановитої сільської і маломіської молодежі, простора саля для нарад, науки і забав, для представлень театральних і для музикально-декламаторських вечірків. |

Збори це рішення ухвалили одноголосно і вибрали комітет, який 10 лютого 1893 року провів своє перше засідання. Очевидно, на цьому засіданні оргкомітет розділився надвоє: комітет з організації Товариства «Народний дім» та комітет з організації будівництва. Обидва комітети очолив Євген Олесницький.
Члени оргкомітету об'їздили весь Стрийський повіт для організації праці на будові, виділення транспорту (кінного) для підвезення будівельного матеріалу на добровільних засадах.
Земля на вулиці Гоша (тепер вул. Народна) куплена у д-ра В. Серакавського спочатку була призначена для побудови на ній «Руської бурси». Однак ділянка була завелика для бурси, то вирішено було віддати її під побудову Народного дому. Вся земля коштувала 5370 золотих ринських.
Щоб будівництво не стояло на місці, поки надходили перші кошти зібрані доброчинними внесками, Стефан Дубравський надав свій капітал у сумі 10,000 золотих ринських. Таким чином, будівництво відразу вступило в активну фазу.
Відгукнувся на стрийське звідомлення також відомий архітектор Левинський, який колись навчався у Стрию. Він зголосився безкоштовно виготовити проект будівлі, її архітектурне оформлення.

### Відкриття

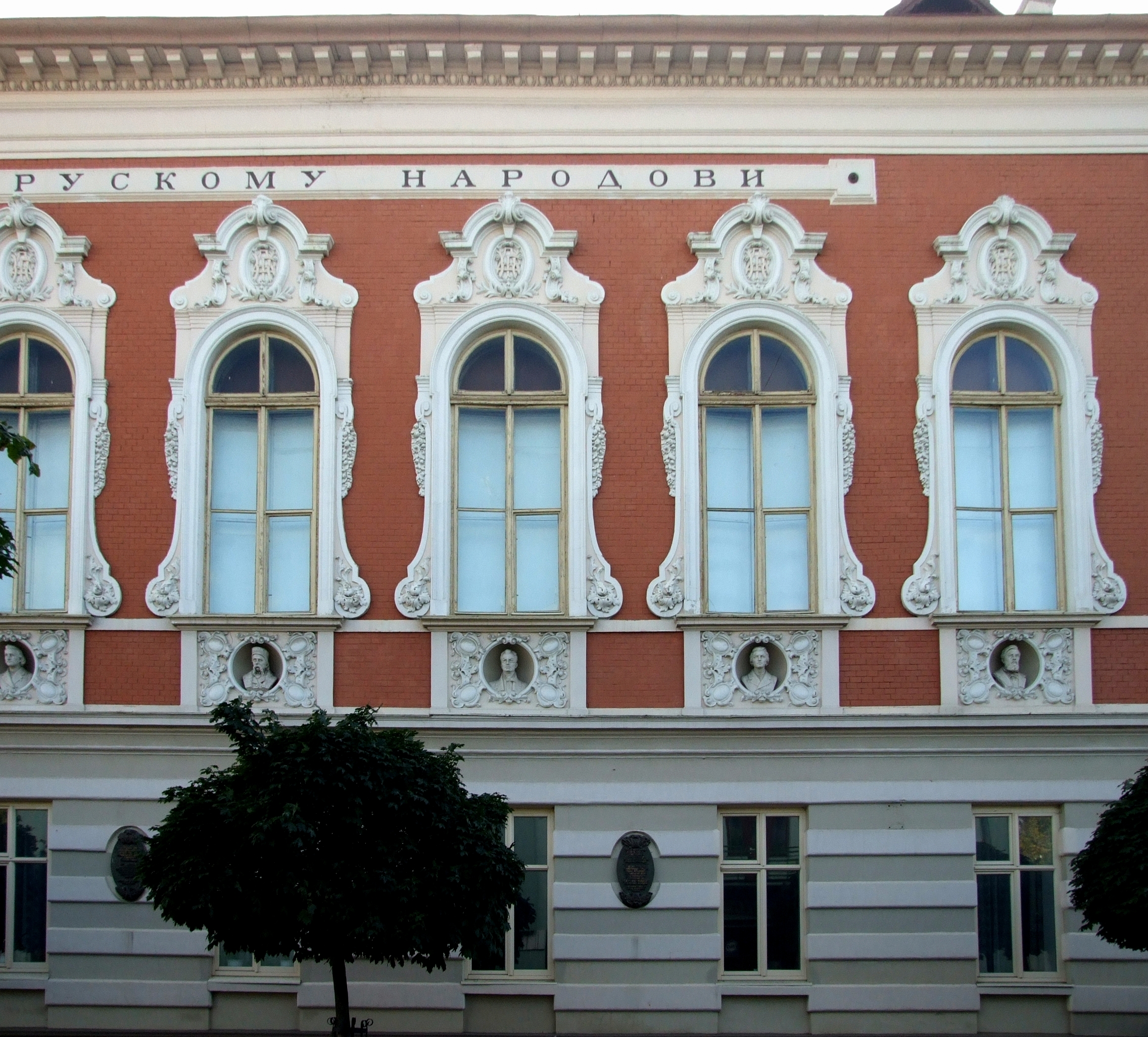

На кінець 1900 року зроблено останні приготування у зовнішньому оформленні та великої «салі» і велась підготовка до відкриття величної споруди. Днем свята визначили 1 січня 1901 року — перший день нового, двадцятого століття.
На відкриття Народного дому у Стрию прибуло багато вельмиповажних гостей. Українські народні товариства Львова представляли посол Романчук Юліан, професор Володимир Шухевич, професор Олександр Колесса; українців Белза і Жовкви — нотаріус Савчинський і доктор Дрімалик; українців із Калуша — Кость і Ярослав Коритовський; були представники «Просвіти» з Бібрки, Дрогобича, Золочівщини (о. Танячкевич), доктор Василь Щурат із Перемишля, о. Зацерковний та представники інших теренів. Були також представники міської влади Стрия і повіту, представники польських товариств «Сокіл» та «Зорі».
З 10 години почалась реєстрація гостей і огляд Народного дому. Посвячення відбулось о 12-ій годині. Після закінчення посвячення на сцену вийшли дирекція і рада Народного дому. Перед ними став архітектор Тадей Ільницький, що вів останні три роки будівництво. В короткому слові він привітав з відкриттям цієї величної споруди і передав символічні позолочені золоті ключі від Народного дому докторові Євгену Олесницькому, який проголосив емоційну промову, яка багато разів переривалася бурхливими оплесками.
Потім на сцену вийшов чоловічий склад хору «Стрийський Боян» і відспівав під акомпанемент фортепіано у чотири руки «Кантату», спеціально написану до відкриття Народного дому о. Олексою Бобикевичем. Музику створив і диригував хором Остап Нижанківський. Після цього виступу, слово взяв посол віденського парламенту доктор Романчук Юліан. Пізніше із вітальним словами виступив Володимир Шухевич. Далі Євген Олесницький зачитав зачитав поздоровчі телеграми із Бібрки, Бережниці Королівської, дві телеграми із Бучача, Вільна (Олександр Мишуга), Демні Вижньої (Вільгельм Шмідт, на німецькій мові), чотири зі Львова (навіть від москвофілів), Надвірної, Станиславова і дві із Тернополя.
Цікаво вийшло з Олександром Мишугою, видатним оперним співаком. Два дні перед тим він ще був у Вільно і не встигав на урочистості, тому прислав поздоровчу телеграму із вибаченнями, але все-таки встиг на концерт.
О 8-ій годині вечора розпочався великий святковий концерт. В його основі був виступ чоловічого і мішаного хору «Стрийський Боян». Концерт розпочався із «Прологу», що його спеціально для цієї події написав Василь Щурат, який був зачитаний Олексою Бобикевичем. Наприкінці виступив добре знаний у світі оперний співак — Олександр Мишуга.

### Діяльність

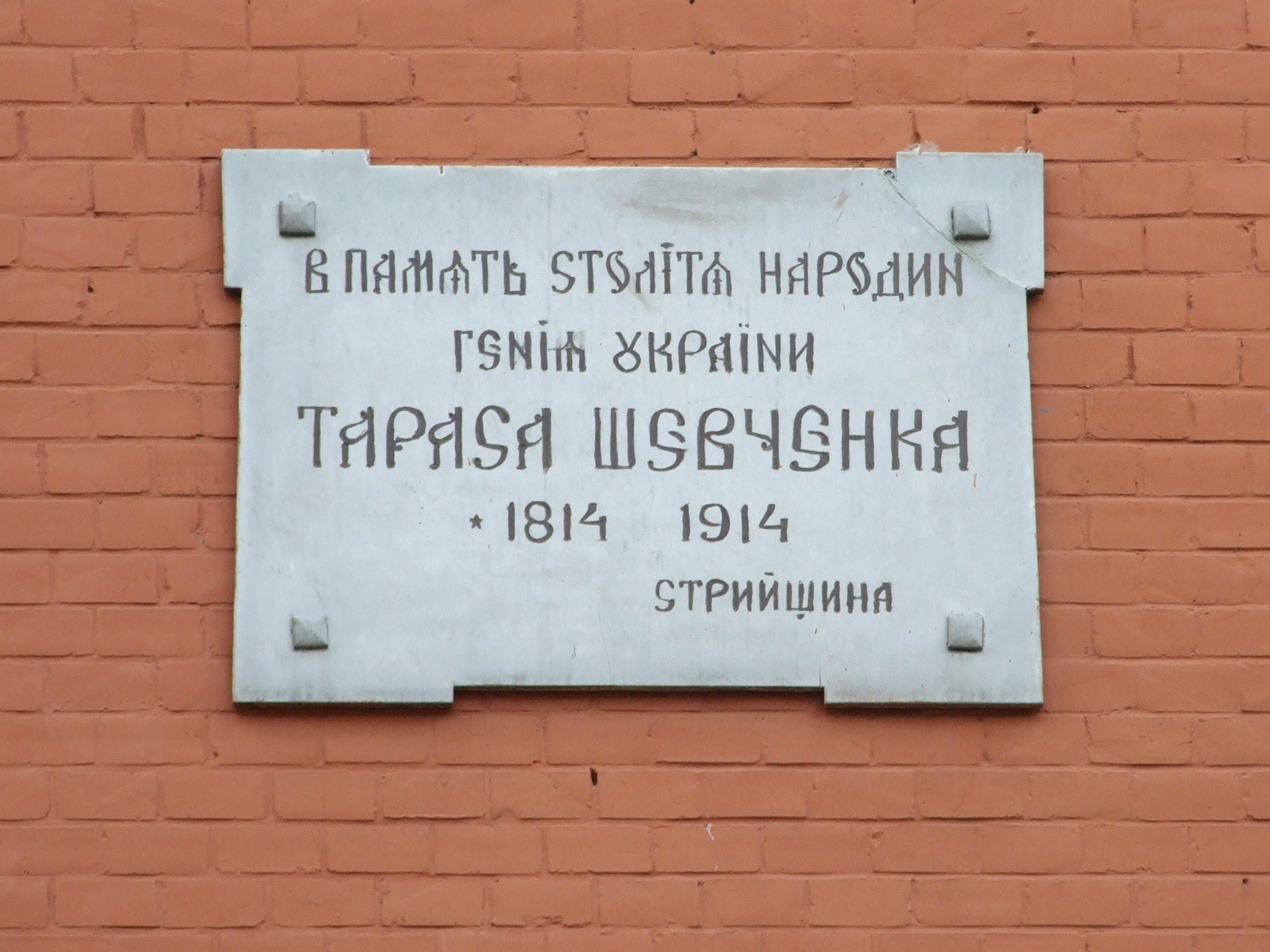
Пам'ятна дошка на честь відзначання 100-літнього ювілею Тараса Шевченка

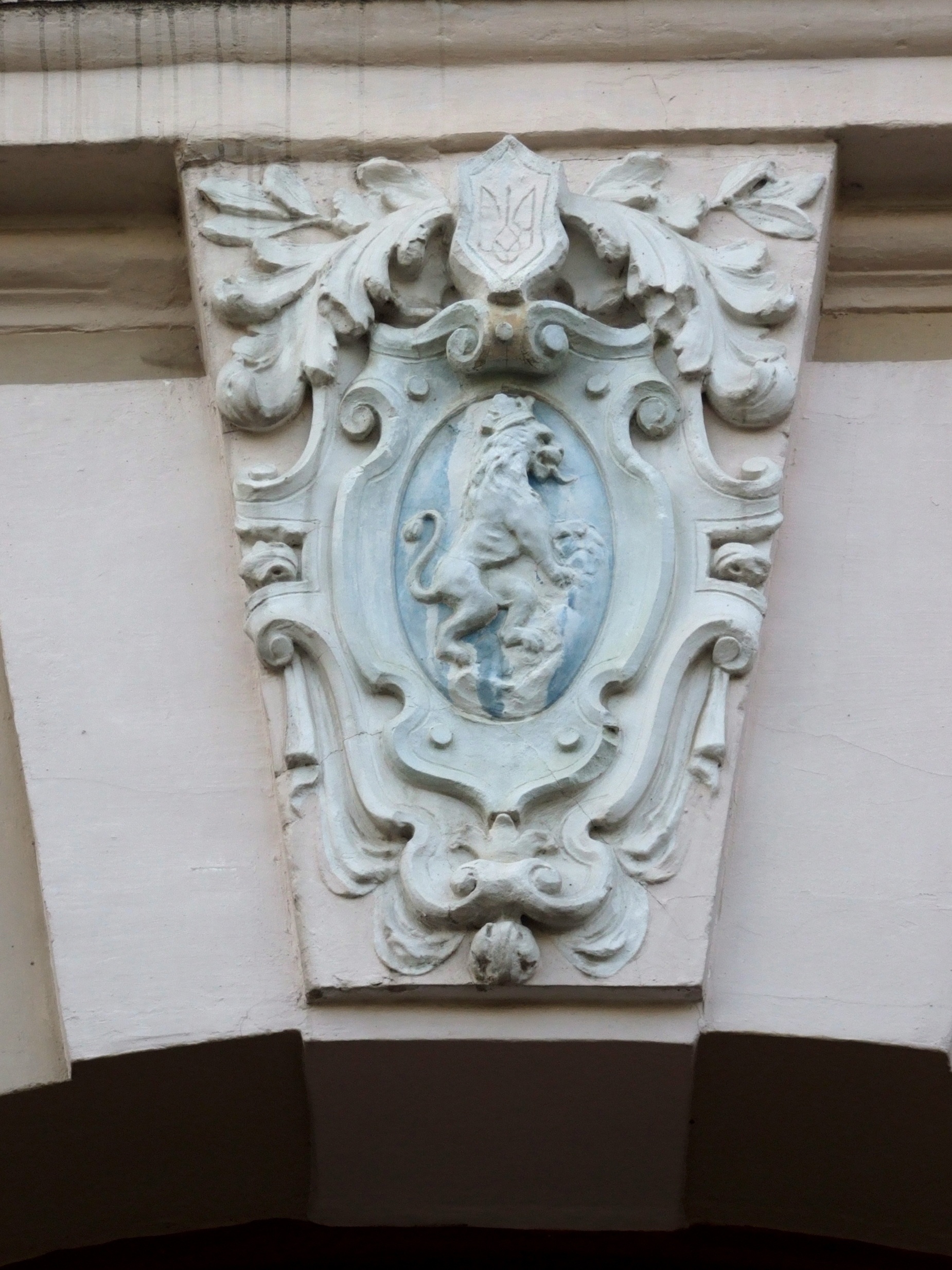
Галицький герб над головним входом

Вже з 2 січня 1901 року почалося приготування до Маланчиного вечора, який відбувся 13 січня — зустріч Нового року за старим стилем.
Упродовж майже 40 років вирувало у Народному домі культурно-мистецьке та політичне життя, оскільки він став домівкою для багатьох українських товариств у Стрию: «Просвіти», «Міщанської бесіди», «Руського Касино» (з 1920 «Українське Касино»), українського театру, «Стрийського Бояна», «Союзу українок». Постійно відбувалися вистави українських театрів з Галичини, зокрема театру «Руська бесіда» та Стадника зі Львова, «Заграви», а також із Бережан та Коломиї. Давав виступи і стрийський театр під орудою Володимира Нижанківського.
У 1905 році на сцені Народного дому декілька разів виступила трупа Миколи Садовського з "Великої" України, в складі якої грала неперевершена Марія Заньковецька. У 1909 році тут слухав концерт «Стрийського Бояна» Микола Лисенко, який дав високу оцінку хорові і його диригенту Остапу Нижанківському.
У вересні-листопаді 1909 року у Народному домі відбулася Перша хліборобська виставка, в якій взяли участь понад 400 учасників, що представили 1478 експонатів. Впродовж 18 днів її відвідали більш як 36000 осіб, зокрема Михайло Грушевський та митрополит Андрей Шептицький.
У березні 1912 року Іван Франко у Народному домі читав лекцію про Коліївське повстання 1768 року під проводом Максима Залізняка та Івана Гонти. Знову Іван Франко виступив тут у 1913 році, коли Стрийщина відзначала 40-літні роковини з часу його літературної діяльності. Був великий концерт «Стрийського бояна», де співалось багато пісень на слова ювіляра. Іван Франко виступив з подякою і прочитав «Пролог» до своєї поеми «Мойсей».
17 травня 1914 року у Народному домі відзначався 100-літній ювілей Тараса Шевченка, урочисто відкрито пам'ятну дошку, з урочистою промовою виступив Євген Олесницький. Цього ж року у Народному домі Лесь Курбас організував відзначення 50-літнього ювілею галицького театру.
Восени 1914 російські війська вдруге захопили Стрий і намагалися створити у Народному домі «Благотворительное общество», яке мало б надавати допомогу убогому населенню міста. Стрияни фактично бойкотували цю ініціативу.
У лютому 1919 року за часів ЗУНРу у Народному домі Львівський Новий театр під керівництвом Катерини Рубчак дав виставу для січових стрільців та вояків УГА. Серед гостей були присутні Президент ЗУНР Євген Петрушевич та Головний Отаман УНР Симон Петлюра. А у квітні цього ж року тут виступила хорова капела Олександра Кошиця.
У 1926 році стрийський театр став професійним і став називатися «Театр ім. М. Старицького у Стрию», очолив його актор театру Стадника у Львові — Василь Коссак. Таким чином Стрий став «театральним містом». Після смерті Коссака театром керували А. Вергановський і Богдан Солтис.
25 вересня—2 жовтня 1927 року у Народному домі відбулася Друга хліборобська виставка. На ній було представлено близько 4000 експонатів.
9 жовтня 1939 року відібраний від громади і став «Домом Красной Армии». При німецькій окупації він знову був повернений українцям аж до 1944 року, допоки його знову не забрала комуністична влада для «Будинку офіцерів».
Упродовж 1988—1991 років проходила низка політичних акцій із метою повернути Народний дім стрийській громаді. Але добитися результату вдалось лише 21 листопада 1991 року, коли виконком ухвалив рішення передати Народний дім стрийській громаді в особі Товариства української мови ім. Т. Шевченка «Просвіта».
8 березня 1992 року відбулося друге відкриття Народного дому, на святі виступив камерний хор ім. Вербицького.

## Будівля
Основним своїм фасадом Народний дім виходив на вулицю Гоша (тепер вул. Народна), яка мала по обох боках тротуари, біля яких росли шапкоподібні декоративні дерева. З лівого боку будівлі протікав тоді потік, тому біля Народного дому був місток. Вздовж потічка йшла вуличка. Десь між 1906-1910 роками потік був засипаний.
Фасад Народного дому викладений із світло-вишневої цегли, не був тинькований. Вікна були оздоблені орнаментом світло-кремового кольору. Під вікнами у нішах розміщені бронзового кольору бюсти видатних діячів української культури. Згори на фасаді — напис «Рускому народови», бо українці тоді ще називали себе «русинами». Парадний хід, як і сьогодні, був праворуч, але було ще двоє дверей (по середині фасаду і на розі). Над парадним входом і над сценою був галицький герб (золотий лев на блакитному тлі). 47 років герби були заліплені гіпсом і замальовані червоними п'ятикутними радянськими зірками. На сходах парадного входу були декоративні світильники, які спочатку були «спірутисовими», а потім електричними. Коли будівлю віддали під Дім офіцерів, світильники демонтували.
Зал мав чотири міфічні музи мистецтва і науки, що розташовувалися по його кутах. Ці скульптури були демонтовані радянською владою.
Автором погрудь, за винятком бюста Івана Котляревського, є відомий український скульптор XX століття Григорій Кузневич. За часів німецької окупації посередині Народного дому, де погруддя Котляревського, нацисти прикріпили портрет Гітлера, що залишили, коли тікали. Радянські солдати зірвали його, не підозрюючи, що портрет був прив'язаний за бюст. Портрет впав на землю разом із погруддям. Лише в 1970-х роках Еммануїл Мисько зробив копію бюста Івана Котляревського, що була знову встановлена на Народному домі.

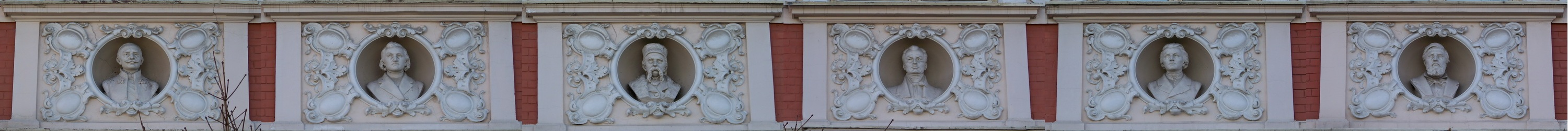
Погруддя українських діячів культури під вікнами у нішах (зліва направо): Ю. Федькович, М. Устиянович, Т. Шевченко, І. Котляревський, М. Шашкевич, М. Лисенко.

## Музей
У Народному домі є спеціально виділена кімната під музей «Просвіти» Стрийщини та Народного дому, що був відкритий до 8 грудня 1998 року (день відзначення 130-річчя «Просвіти»).
Центральне місце у музеї займає символ «Просвіти», зображення молодої жінки в білій одежі на темному фоні, що в одній руці тримає книгу, у другій, високопіднятій, — смолоскип. Над головою постаті — золота зірка. Чільне місце в експозиції займає макет «Шевченко — наш духовний батько», що відображає садибу Шевченка за описом його самого. Також тут знаходяться коробочки із землею з могили матері поета і з могили Шевченка у Каневі.
Є у музеї давні фотографії Народного дому і визначних подій, історичні документи, книгозбірня і декілька тематичних стендів.